# Château d'Estaing
Le château d'Estaing est une demeure des XIe, XVe, XVIe et XVIIe siècles qui se situe dans la commune française d'Estaing dans le département de l'Aveyron, en région Occitanie.
Ancienne demeure de la famille d'Estaing dont la branche aînée s'est éteinte en 1794, le château est attesté avant le XIIe siècle et relevait des comtes de Rouergue.
En 2005, le château est racheté par l'ancien président de la République Valéry Giscard d'Estaing, son frère Olivier et leur cousin Philippe.
Le pavillon d'entrée, le château et les terrasses font l'objet d'un classement au titre des monuments historiques, par décret du 6 janvier 1945.

## Localisation
Le château d'Estaing est construit au confluent du Lot et de la Coussane, sur un promontoire qui domine le village d'Estaing, dans le quart nord-est du département français de l'Aveyron.

## Historique

### Avant la Révolution

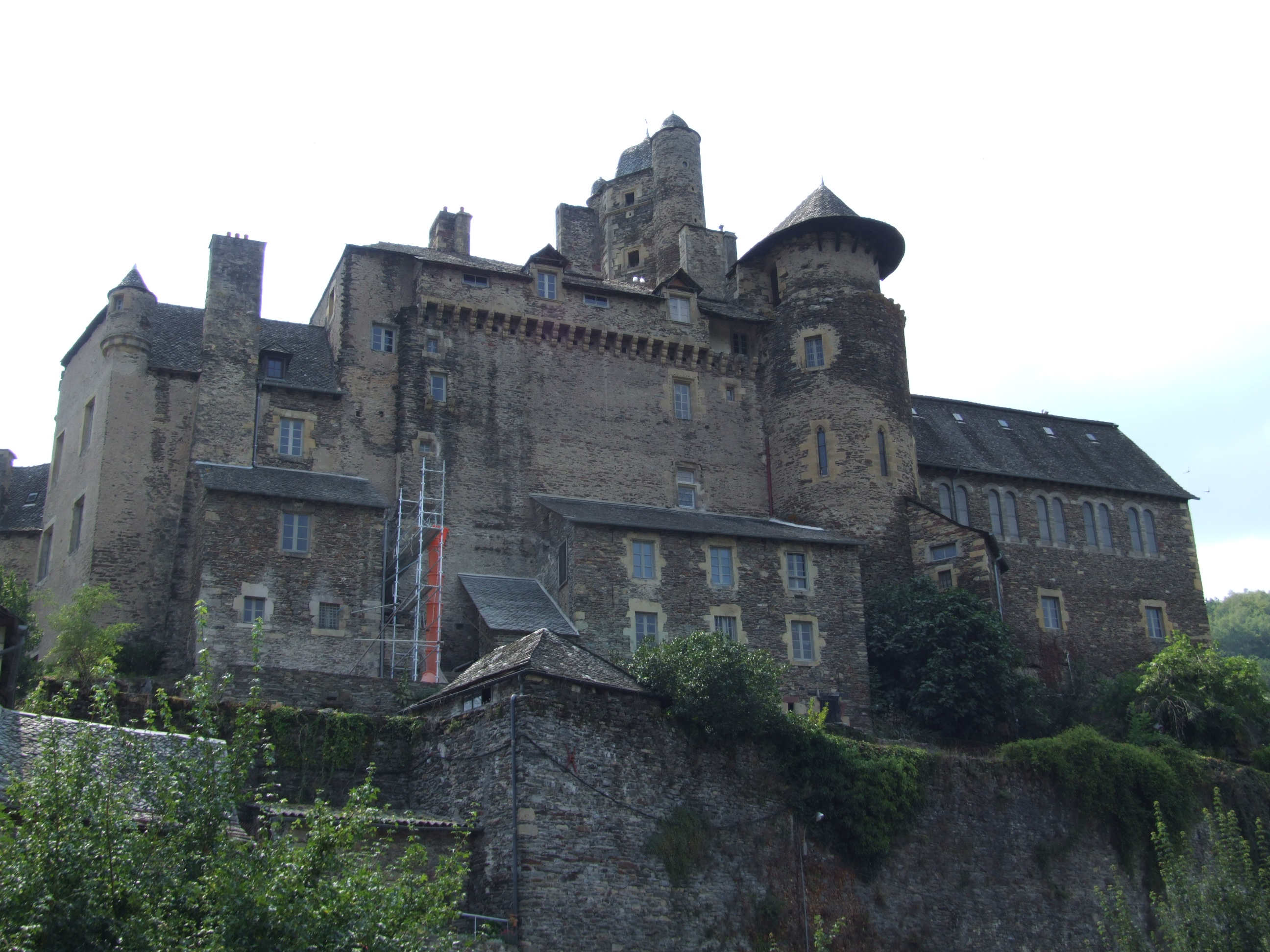
La façade est.

La baronnie d'Estaing est attestée en 1028, et le château est profondément remanié aux XVe, XVIe et XVIIe siècles.
Le château est la demeure de l’ancienne famille d'Estaing, qui donna à l’histoire du Rouergue et à celle de France de nombreux personnages, militaires et religieux.
Le cardinal Pierre d'Estaing ou encore François, évêque de Rodez, seraient nés dans cette demeure.
Joachim d'Estaing, seigneur d'Enval et de Murol, devenu vicomte d'Estaing en 1657 à la mort de son père, est probablement le dernier membre de la famille qui ait vécu dans le château : il s'y est retiré vers 1660 après avoir servi les armées du roi, où il a fait des recherches généalogiques sur sa famille, et son testament en 1673.
Charles François d'Estaing, dernier représentant de la branche aînée, meurt sans enfant le 10 septembre 1729 à l'âge de 36 ans, et en 1732 les scellées sont mis sur le château en présence de l'abbé Joachim d'Estaing. C'est son cousin Charles-François d'Estaing (1683-1746), vicomte de Ravel, qui devient alors propriétaire du château et de la vicomté d'Estaing.

### Les faux parchemins du château d'Estaing
Dans les notes qu'il a apportées à sa réédition de l' Histoire générale du Languedoc, M. Alexandre Dumège, inspecteur des Antiquités de Toulouse, rapporte qu'en 1750, lors de la levée des scellés apposés au château d'Estaing à la suite du décès de Charles-François d'Estaing et en présence de son fils, le futur amiral, il fut trouvé dans les archives un petit paquet bien ficelé et une clef portant gravée sa destination. On mit au jour un coffre métallique contenant un autre coffre plein de documents, dans lequel se trouvaient cinq preuves de l'illustre antiquité de la maison d'Estaing : 
- le premier parchemin est un contrat de mariage de 1192 liant Raymond VI et Sybille, fille du roi de Chypre et de Jérusalem, " parents de Dieudonné Tristan, baron d'Estaing, prince de Rouergue" ;
- le 2e parchemin est une copie du registre de baptême, datant d'octobre 1193, dans l'église Saint-Étiene de Toulouse, par l'évêque Fulcran, de Raymond-Dieudonné, fils légitime de Raymond, duc de Narbonne et de Sybille de Jérusalem, dont la naissance a répandu la joie dans le ciel et sur terre, particulièrement dans le coeur des habitants de Toulouse." ;
- le 3e parchemin est un acte daté du lendemain de la bataille de Bouvines par lequel " le roi Philippe-Auguste reconnaît Dieudonné Tristan d'Estaing comme son proche parent par la reine Constance, déclare lui devoir la vie et lui donne le sceau royal avec l'écu de ses armes..."
- le 4e parchemin est un cartel de défi de Dieudonné (de 1224), "par la grâce de Dieu, duc de Narbonne, marquis de Toulouse, comte de provence, prince de Rouergue et de Nicosie, baron d'Estaing et de Montigny, né de Sybille de Chypre, à Raymond, son frère cadet, né de Jeanne d'Angleterre ";
- trois plaques de bronze réunies par des anneaux d'argent comportent en gravure l'arbre généalogique de Dieudonné Tristan d'Estaing depuis Roderic, dernier roi des Wisigoths (mort en 713), jusqu'à l'année 1222[3].

Il est avéré depuis que tous ces artefacts étaient faux et que leur contenu n'a pas de vraisemblance.

### Suite de l'histoire
Le fils unique Charles Henri (1729-1794) qui profita de ces faux documents pour son avancement devint amiral, combattant dans la guerre d'indépendance des États-Unis. Ayant perdu son fils en bas âge, et voyant qu'il n'aura plus d'héritier, il fit légitimer sa demi-sœur Lucie Madeleine d'Estaing (1743-1826), vicomtesse de Ravel, et l'institue héritière universelle.
Le château est vendu comme bien national à la Révolution.
En 1793, Lucie Madeleine d'Estaing parvint à reprendre possession du château d'Estaing qui sera vendu après sa mort et qui deviendra en 1838 un pensionnat pour demoiselles.

### Après la Révolution
En 1836, les religieuses de Saint-Joseph achètent le château pour en faire un couvent et un pensionnat pour demoiselles, qui fonctionne jusqu'à sa vente en 2000 à la municipalité d'Estaing.
Valéry Giscard d'Estaing, son frère Olivier Giscard d'Estaing, et leur cousin Philippe, rachètent le château à la commune d'Estaing en février 2005. Selon eux, l'achat répond à une logique de mécénat pour sa restauration et l'ouverture de plusieurs salles au public. Valéry Giscard d'Estaing précise qu'il envisage « la programmation de concerts, de rencontres et de conférences » et souhaite également « faire une place pour [ses] archives personnelles de président de la Convention européenne ». Certains regrettent un circuit de vente inélégant. En effet, la congrégation des religieuses de Saint-Joseph avait vendu le château à la commune en dessous du prix du marché, afin que celui-ci redevienne patrimoine public et aussi pour empêcher qu'il ne tombe entre les mains d'un acheteur étranger ; or, la commune d'Estaing l'a cédé cinq années plus tard aux Giscard d'Estaing, arguant d'« un faible pour la famille Giscard ».
C'est ainsi que le château est vendu deux fois — en 2000 et en 2005 — sans appel d'offres, sans publicité et en écartant un autre acquéreur sérieux qui se présentait. Le Monde titrait : « Après le nom, le château ». The Sunday Times : « The natives are revolting at Château Giscard ». Le Figaro notait : « […] dans dix ans il aura des subventions et un jour les visiteurs contempleront le cèdre où il avait l'habitude de s'entretenir avec Sésostris II ». Et la Neue Zürcher Zeitung a démonté une combinaison qui visait probablement à transférer le bien à la famille Giscard d'Estaing sans surenchère inopportune : les sœurs de Saint-Joseph, qui possédaient le château depuis 1834, ont déclaré en ce sens au magazine Point de vue avoir préféré vendre à la commune, parce que cela « ne leur plaisait pas » de vendre à la famille Giscard d'Estaing.
D'après le maire d'Estaing, Jean Pradalier, la municipalité est satisfaite de ne plus avoir à gérer ce monument, dont la gestion était lourde, et espère accroître son rayonnement par la célébrité de son propriétaire.

### Le projet de musée historique
Un buste du chevalier Tristan Dieudonné d'Estaing a été exhumé en 2013 d'une maison de Fijaguet (dans l'Aveyron bâtie en 1832. Il est l'œuvre de Victor Causse (1842-1869), élève du sculpteur ruthénois François Mahoux (1836-1901) qui a également eu pour élève Denys Puech (1854-1942). Il a été remis par ses découvreurs à la fondation Valéry-Giscard-d'Estaing, le 5 juillet 2014, lors des fêtes de la Saint Fleuret. Il est désormais exposé au château d'Estaing, siège de la fondation de l'ancien président de la République française depuis 2012.

## Description
Le château est constitué de bâtiments de hauteurs différentes organisés autour d'une terrasse. Il est composé de plusieurs bâtiments des XVe, XVIe et XVIIe siècles construits autour d'un ancien donjon carré dont le sommet est cantonné de cinq tourelles et d'une couverture en forme de lanterne, et d'une terrasse qui domine le Lot.
Une nouvelle chapelle a été construite au XXe siècle à côté de celle des seigneurs d'Estaing, datant du XVe siècle.

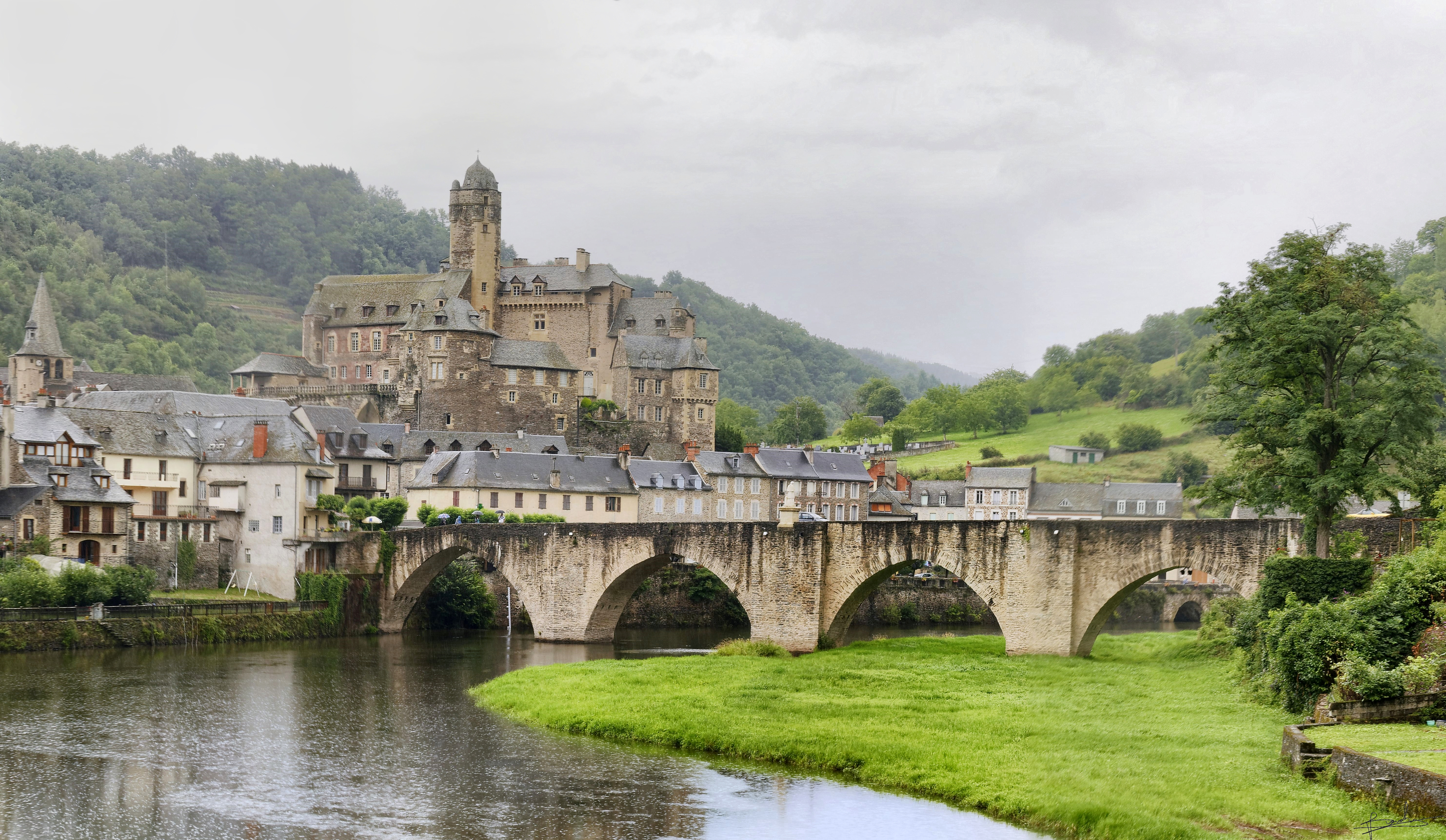
Estaing et son château.
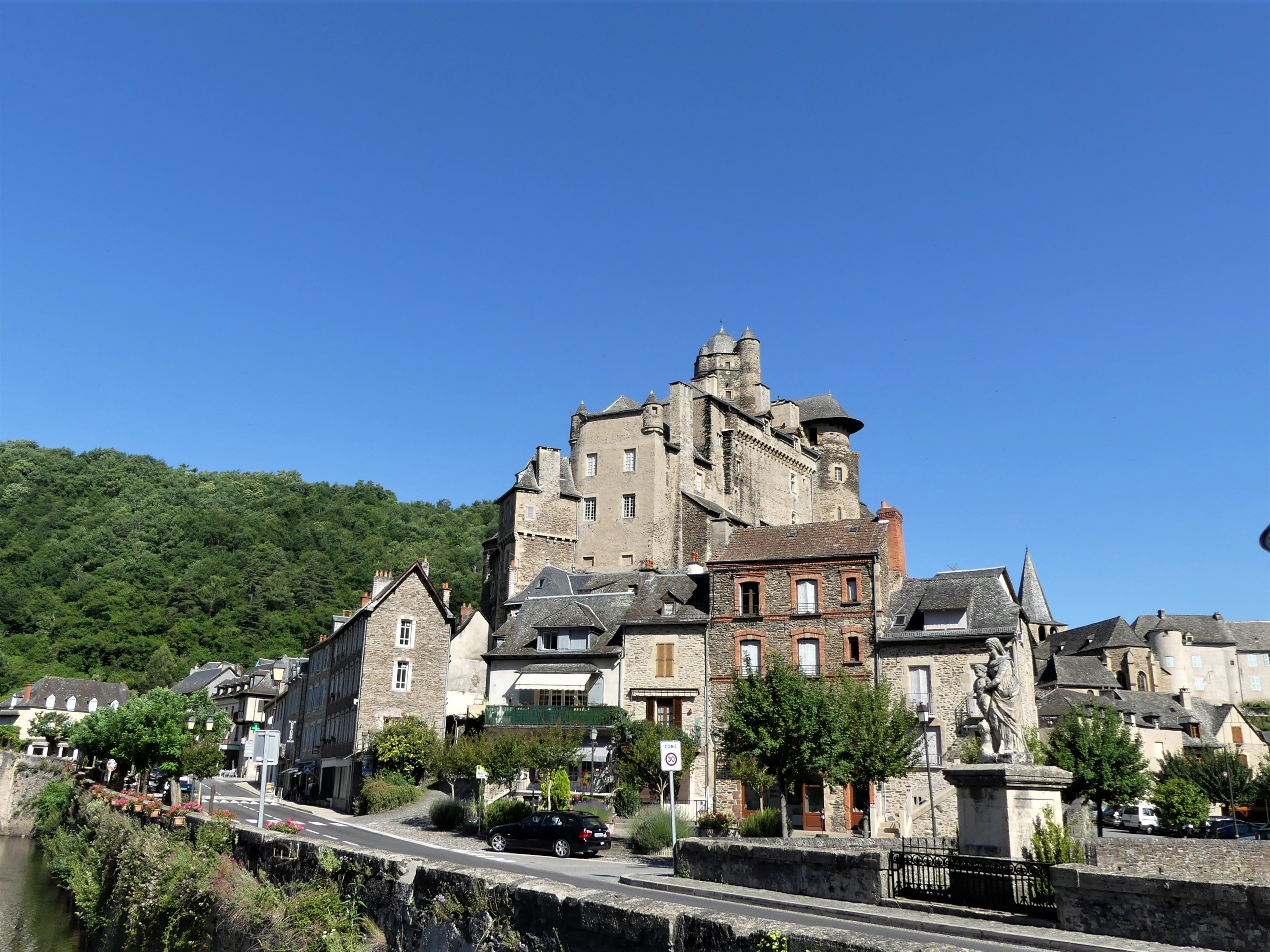
Le château vu depuis le sud-est.
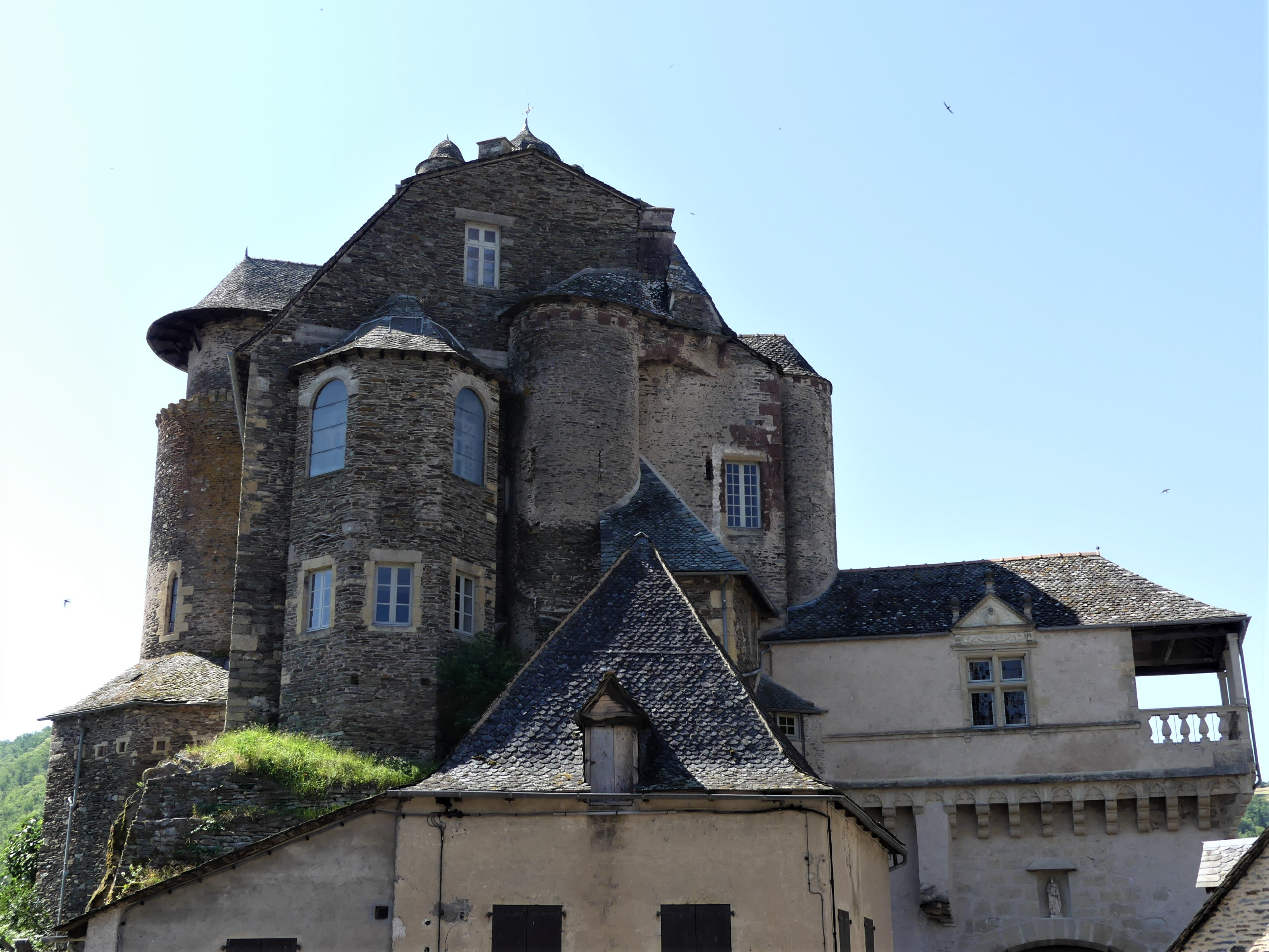
Vu depuis le nord.
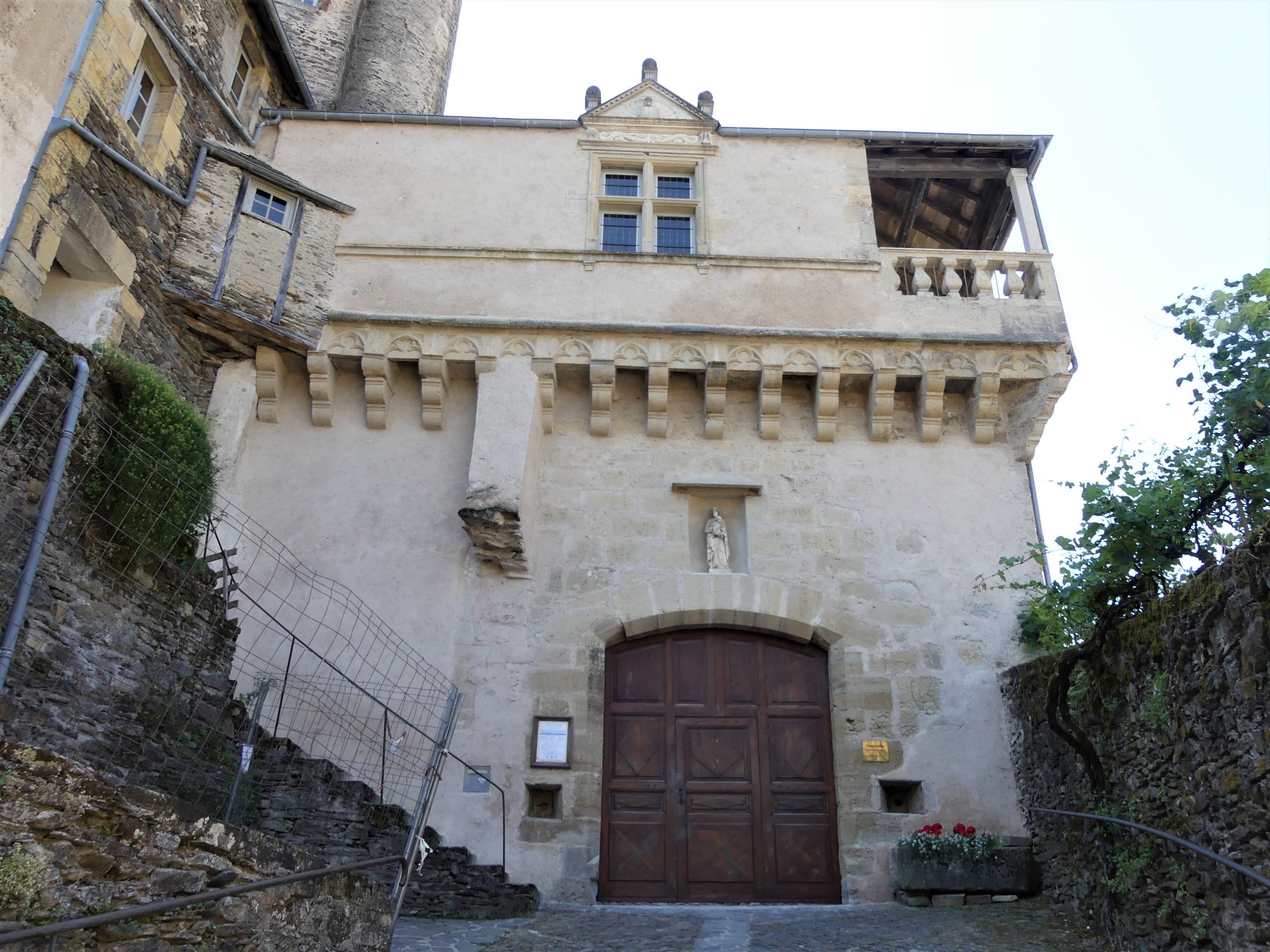
Portail d'entrée côté nord.

## Protection
Le château, après avoir été dans un premier temps inscrit au titre des monuments historiques par arrêté du 5 mars 1928, est classé en totalité par décret le 6 janvier 1945, à l'exception de la chapelle Saint-Joseph, construite au XXe siècle, qui fait l'objet d'une inscription par arrêté du 7 août 2018.